# NGC 7448
NGC 7448 là tên của một thiên hà xoắn ốc nằm trong chòm sao Phi Mã. Khoảng cách xấp xỉ của thiên hà này với trái đất là khoảng 80 triệu năm ánh sáng. Kích thước biểu kiến của NGC 7448 là khoảng 60000 năm ánh sáng. Vào ngày 16 tháng 10 năm 1784, nó được phát hiện bởi nhà thiên hà người Anh gốc Đức William Herschel. Thiên hà này nằm trong bản đổ các thiên hà dị thường.
NGC 7448 biểu thị một cấu trúc đĩa bên trong với những mảng xoắn ốc có độ sáng bề mặt cao. Ở rìa của khu vực này thì độ sáng giảm đi một cách bất ngờ. Vòng bên ngoài của cái đĩa, từng đoạn của nhánh xoắn ốc và làn bụi có thể được nhìn thấy rõ ràng. Những cái nhánh xoắn ốc bên ngoài cho thấy rằng chúng có những vùng H II. Bên cạnh đó còn có một vùng H II nằm ở phần tây bắc của cái đĩa thiên hà thì có độ sáng giống với điểm phình của NGC 7448.
Có hai siêu tân tinh được quan sát là nằm trong thiên hà này tên là SN 1980L (cấp sao biểu kiến là 13,5) và SN 1997dt (loại Ia, cấp sao biểu kiến là 15,3).
Thiên hà này nằm trong một nhóm thiên hà tên là NGC 7448. Các thiên hà khác của nhóm này là NGC 7437, NGC 7454, NGC 7463, NGC 7464 và NGC 7465.. Ba cái cuối cùng tạo thành một nhóm riêng nữa. Có bằng chứng cho rằng NGC 7464 và NGC 7465 đang trong giai đoạn hợp nhất.
Thiên hà NGC 7448 có một cái đuôi khí HI. Ngoài ra, còn có một luồng các chất khí di chuyển từ NGC 7464/65 đến NGC 7448.